# رالي ديجير أميكس
رالي ديجير أميكس هو أمريكي جامع للقطع الأثرية الرئاسية الأمريكية والجيشية والرياضية والأولمبية والتي تخص ناسا، منها ما يتضمن الميداليات الذهبية والفضية والنحاسية التي أُعطيت للرياضيين.

## النشأة وتعليمه
ولد اميكس عام 1938م في مدينة كانساس بولاية كانساس وانتقل لاحقًا إلى ساينت لويس في ميزوري حيث أقيم هناك خلال سنين الحرب العالمية الثانية. قبل والده يوجين ريلي اميكس في علم 1945 عرض نقل من شركة جونسون آند جونسون  إلى لويفيل في كنتاكي التي ترعرع ريلي فيها حتى تخرجه من مدرسة أثيرتون الثانوية.

## مسيرته المهنية
خدم اميكس في القوات البرية للولايات المتحدة وعمل في مكتب التحقيقات الفيدرالي، خدم مرة في قسم التحقيقات التي تضمنت أقسام للاختطاف والاستعباد الجنسي. عمل كذلك مرسول لمخرج مكتب التحقيقات الفيدرالي جون إدغار هوفر. قدم هوفر صورة داكنة موقعة ومنقوشة إلى اميكس في عام 1957 في حوالي نفس الوقت سؤل اميكس من قبل مكتب المخرج أن يأخذ رسالة إلى زعيم الأغلبية السابق في مجلس الشيوخ الأمريكي ليندون جونسون والسيناتور حينها جون كينيدي. عندما كان في مكتب المجلس الشيوخ الأمريكي مع كينيدي سأله اميكس أن يوقع وينقش صورة ووافق. أصبح اميكس لاحقًا مدير تنفيذي للجمعية وأشرف وشارك في كتابة "دليل سلامة الجمباز". بعد نجوه من سرطان الرأس والعنق القاتل. أنشئ اميكس جمعية للمخطوطات ومقتنيات التراث الأمريكي.

## تجميعه
ادعى أميكس انه بدأ بالتجميع عندما كان عمره 7 سنين عندما فتح "متحف" يتكون من البضع من النقود والطوابع والفراشات وخفافيش ميتة. كان الدخول ب2 سنت. مجموعة اميكس الكبيرة الخاصة كبالغ تتخصص بالرئاسة والرياضة والجيش و مقتنيات ناسا تحديدًا التي كانت ملك لأمريكيين مشهورين.

## مجموعته الرئاسية
في بداية الثمانينات ادعى أميكس أنه رأى المسلسل القصير "كواليس البيت الأبيض" الذي استوحي من "سنيني ال30 في كواليس البيت الأبيض" من صناعة ليليان روجرز باركس التي كانت تشتغل في البيت الأبيض كعاملة وخياطة لمدة 30 سنة. أُلهم اميكس بتجميع المقتنيات من عملاء البيت الأبيض السابقون لتكوين مجموعه ووضع الكثير من الإعلانات في جريدة "واشنطن بوست". رد أحدهم "You don't know who to leave all this stuff to. You'd be out on a walk with the president, and he would say 'Here's a little something for you'... We took it for granted in those days. It was just work. Now it's history." صرح اميكس أنه واعي بالأهمية التاريخية للغرضين والقصص وأنه جمع توقيع كل المالكين السابقين لإثبات صحة الأغراض.
عمل اميكس منذ ذلك مع 100 شخص الذين عملوا لوقت طويل مع العوائل الأولى منذ عهد هربرت هوفر والبعض الذين خدموا أهاليهم وأجدادهم في البيت الأبيض بقدر ما يعود إلى القرن ال19. مجموعته لأواني البيت الأبيض الخزفية تترتب ثاني أكبر مجموعة شخصية لهذا النوع في العالم. إحدى القطع من المجموعة تداولت إلى روبرت مكنيل و ظهرت في الكتاب "الأواني الزخفية الأمريكية الرئاسية". قطعة اخرى من المجموعة هي ساعة روليكس تخص الرئيس دوايت ايزنهاور وتلك ساعة رولكس تعد ساعة كرونومتر رقم 150،000 المعتمدة رسميًا.  ظهرت هذه الساعة في مجلة Jake's Rolex World.

## مجموعته الرياضية
لدى أميكس مجموعه من المقتنيات الرياضية التي تتعلق بكرة القاعدة وكرة القدم والملاكمة وسباق الخيل والالعاب الاولمبية. يمتلك اميكس 3 خواتم سوبر بول الرسمية التي قدمت إلى لاعبين فريق "واشنطن ريدسكينس"  في عام 1982 و1987 و1991.

## تذكاراته الأولمبية
وفق نادي مجمعي المقتنيات الأولمبية، تصنف ميداليته الأولمبية وتذكاراته من ضمن الأربعة أوائل المجموعات في العالم. تتضمن مجموعته آكثر من 50 ميدالية أولمبية ذهبية وفضية ونحاسية ترجع إلى عام 1896. أميكس عضو من أعضاء الجمعية العالمية للمؤرخين الأولمبيين التي تهتم بتنفيذ بحوثات في الحركة الأولمبية والتاريخ الأولمبي وترويج للألعاب الأولمبية والجمباز الأولمبي.

## حضوره الإعلامي
صادق أميكس وقيم المقتنيات التاريخية للمجمعين و جهات مختصة مثل مؤسسة سميثسونيان. أجزاء من مجموعة ريلي ديقير اميكس الرئاسية تعرض في مكتبة رونالد ريغان الرئاسية و مكتبة ومتحف هيربرت هوفر الرئاسية. لقد ظهر اميكس في حضور تلفازي وطني في برامج كبرنامج "صباح الخير يا أمريكا". صورت مجموعته من قبل محطة ABC. وإضافتًا للتلفاز، قد ظهر في جرائد ومراجع كتب ذكرته ومجموعته. شركات المزاد مثل شركة RR للمزادات نشرت مقالات وفيديوهات تتضمن ريلي ديقير اميكس.

## روابط خارجية
- موقع مجموعة ديقير اميكس الألكتروني
- الثقافة التاريخية والشعبية الأمريكية من كتابة توماس سلايتر و مارشا ديكسي ==